# パートナーズ (ブロンズ像)
パートナーズ（Partners）は、ウォルト・ディズニー・カンパニーが制作したブロンズ像。背広姿のウォルト・ディズニーとミッキーマウスが手を繋いだブロンズ像で彫刻家のブレイン・ギブソンによりミッキー・マウス誕生65周年記念として造られた物。
又、ギブソンによってロイ・O・ディズニーとミニーマウスが一緒にベンチに座るブロンズ像も造られた。

## 設置場所

### ウォルト＆ミッキー
| 設置日         | 設置場所                                                       | 備考                           |
| -------------- | -------------------------------------------------------------- | ------------------------------ |
| 1993年11月18日 | ディズニーランド・中心エリア                                   | ミッキー・マウス誕生65周年記念 |
| 1995年6月19日  | ウォルト・ディズニー・ワールド・マジックキングダム・中心エリア |                                |
| 1998年4月15日  | 東京ディズニーランド・プラザテラス                             | 開園15周年記念                 |
| 2002年7月19日  | ウォルト・ディズニー・スタジオ・パーク                         |                                |
| 2003年2月10日  | ウォルト・ディズニー・カンパニー・バーバンク本社               |                                |

### ロイ＆ミニー
| 設置日        | 設置場所                                                           | 備考           |
| ------------- | ------------------------------------------------------------------ | -------------- |
| 1999年10月1日 | ウォルト・ディズニー・ワールド・マジックキングダム・タウンスクエア |                |
| 2003年2月10日 | ウォルト・ディズニー・カンパニー・バーバンク本社                   |                |
| 2008年4月15日 | 東京ディズニーランド・ワールドバザール                             | 開園25周年記念 |

### ストーリーテラーズ
Storytellers
「ウォルト＆ミッキー」よりも若く、カジュアルな服装のウォルトが列車から降りたったかのように上着を左肩にひっかけ、スーツケースを傍らに縦に置き、右手を突いたデザイン。ミッキーマウスがスーツケースの上に立っており、小さな自身のスーツケースを持っている。
| 設置日        | 設置場所                                                                     | 備考                                 |
| ------------- | ---------------------------------------------------------------------------- | ------------------------------------ |
| 2012年6月15日 | ディズニー・カリフォルニア・アドベンチャー・キャセイ・サークル・シアター付近 | ブエナビスタ・ストリート公開記念     |
| 2013年10月7日 | 東京ディズニーシー・エントランス                                             | 東京ディズニーリゾート開業30周年記念 |
| 2016年6月16日 | 上海ディズニーランド                                                         |                                      |